# Sipolha Horisan
Sipolha Horisan is een bestuurslaag in het regentschap Simalungun van de provincie Noord-Sumatra, Indonesië. Sipolha Horisan telt 1153 inwoners (volkstelling 2010).